# Хлороводород
Хлороводородът (HCl, водороден хлорид) е безцветен газ с дразнеща миризма, с температура на топене при −114,22°С и температура на кипене при −85,05°С. Реагира с много метали и образува хлориди. Водният му разтвор се нарича солна киселина.
Хлороводородът е отровен. Дразни лигавиците на очите и дихателните пътища и предизвиква задушаване. Хлороводородът е безцветен газ, с остра задушлива миризма, малко по-тежък от въздуха. Във влажен въздух „мъгли“.
Той се разтваря добре във вода. Няколко капки вода разтварят много по-голямо количество хлороводород. В колбата се създава вакуум и водата се засмуква, като образува фонтан.
При обикновени условия 1 обем вода разтваря около 500 обема
хлороводород. Това е причината с влагата от въздуха да образува капчици от солна киселина като мъгла.
Ако към водата се прибавят капки син лакмус, „фонтанът“ се оцветява в червено. Водният разтвор на хлороводорода има киселинен характер.

## Химични свойства
Хлородородът е двуатомна молекула, съставена от водороден атом (H) и хлорен атом (Cl), свързани чрез полярна ковалентна връзка. Хлорният атом е много по-електроотрицателен от водородния атом, което прави връзката полярна. Молекулата има голям диполен момент с отрицателен заряд (δ−) при хлорния атом и положителен заряд (δ+) при водородния.
Водният разтвор на хлороводорода се нарича солна киселина.
Следните процеси протичат в разтвора солна киселина, след разтварянето на хлороводород във вода.
HCl (г) + H2O (т) → H3O+ (р) + Cl- (р) 
Процесът е силно екзотермичен и при него се образува силноконцентрирана солна киселина (20,24%).
Солната киселина е силна едноосновна киселина, взаимодейства с много метали, основни оксиди и основи, като се получават соли – хлориди.
Mg + 2 HCl → MgCl2 + H2 
FeO + 2 HCl → FeCl2 + H2O 
Хлоридите са широко разпространени и имат голямо приложение, повечето от тях са добре разтворими във вода и напълно се дисоциират на йони.
HCl → H+ + Cl- 
Слаборазтворими са само сребърният, живачният и медният хлорид.
MnO2 + 4 HCl → MnCl2 + CL2 + 2 H2O 
R-CH = CH2 + HCl → R-CHCl-CH3 
R-C ≡ CH + 2 HCl → R-CCl2-CH3.
| Температура (°C) | 0   | 20  | 30  | 50  |
| ---------------- | --- | --- | --- | --- |
| Вода             | 823 | 720 | 673 | 596 |
| Метанол          | 513 | 470 | 430 |     |
| Етанол           | 454 | 410 | 381 |     |
| Етер             | 356 | 249 | 195 |     |

## Получаване, употреба и разпространение
В лабораторни условия се получава при провеждането на химична реакция между
сярна киселина и натриев хлорид /готварска сол/.
NaCl + H2SO4 → NaHSO4 + HCl 
PCl5 + H2O → POCl3 + 2 HCl
R-COCl + HO-H → R-COOH + HCl 
H2O + O → SCl2 → SO2 + 2 HCl
H2 + Cl2 → 2 HCl 
Синтезирането при което се получава хлороводорода се извършва в специални помещения, в които се извършва тиха реакция при която водородът изгаря чрез постоянен равен пламък и горелка.
Солната киселина се получава при пускането на газообразен хлороводород във вода.
Солната киселина се използва в производството на сярна киселина, а също така намира широко приложение и в индустрията. Употребява се и като почистващ препарат в бита – премахващ ефикасно упорити замърсявания като ръжда и котлен камък.